# Оттавиано деи Конти ди Сеньи
Оттавиано деи Конти ди Сеньи (итал. Ottaviano dei Conti di Segni; ?, Рим, Папская область — 29 января 1231, там же) — итальянский кардинал, родственник папы Иннокентия III.
Консистория 1205 года провозгласила его кардиналом-дьяконом Санти-Серджо-э-Бакко в Риме. Участвовал в выборах папы 1216 года (Гонорий III) и 1227 годов (Григорий IX).